# Зонная пластинка Френеля

Зонная пластинка Френеля. Площади всех колец, как прозрачных, так и непрозрачных, равны

Зонная пластинка — приспособление для фокусировки света или других явлений с волновой природой. В отличие от линзы, преломляющей свет за счёт рефракции, действие зонной пластинки основано на дифракции. Создание пластинки стало возможным благодаря исследованиям французского физика Огюстена Френеля, и поэтому её часто называют Зонная пластинка Френеля.
Зонная пластинка представляет собой набор прозрачных и непрозрачных концентрических окружностей, известных, как зоны Френеля. Проходя сквозь пластинку, свет подвергается дифракции на краях непрозрачных зон. Их размеры подбираются таким образом, чтобы за счёт интерференции отклонившихся лучей свет фокусировался, создавая действительное изображение. Также зонную пластинку можно описать, как простейшую голограмму точки.

## Принцип действия
Согласно принципу Гюйгенса-Френеля световое поле в некоторой точке пространства является результатом интерференции вторичных источников света. Френель предложил оригинальный и чрезвычайно наглядный метод группировки вторичных источников. Этот метод позволяет приближённым способом рассчитывать дифракционные картины, и носит название метода зон Френеля.
Зоны Френеля вводятся следующим образом. Рассмотрим распространение световой волны из точки L в точку наблюдения P. Сферический волновой фронт, исходящий из точки L разобьём концентрическими сферами с центром в точке P и с радиусами z1 + λ/2; z2 + 2 λ/2; z3 + 3 λ/2…
Полученные кольцевые зоны и носят название зон Френеля.
Смысл разбиения поверхности на зоны Френеля состоит в том, что разность фаз элементарных вторичных волн, приходящих в точку наблюдения от данной зоны, не превышает π. Сложение таких волн приводит к их взаимному усилению. Поэтому каждую зону Френеля можно рассматривать как источник вторичных волн, имеющих определённую фазу. Две соседние зоны Френеля действуют как источники, колеблющиеся в противофазе, т.е. вторичные волны, распространяющиеся из соседних зон в точке наблюдения будут гасить друг друга. Чтобы найти освещённость в точке наблюдения P нужно просуммировать напряжённости электрических полей от всех вторичных источников, приходящих в данную точку. Результат сложения волн зависит от амплитуды и разности фаз. Так как разность фаз между соседними зонами равна π, то можно перейти к суммированию амплитуд.
Амплитуда вторичной сферической волны пропорциональна площади элементарного участка, испускающего эту волну (т.е пропорциональна площади зоны Френеля). Кроме того, она убывает с увеличением расстояния z1 от источника вторичной волны до точки наблюдения по закону 1/z1 и с ростом угла φ между нормалью к элементарному участку, испускающего волну, и направлением распространения волны.
Можно показать, что площади зон Френеля примерно одинаковы и равны:
{\displaystyle S_{1}=S_{2}=...=S_{n}={\frac {\pi Z_{0}Z_{1}}{Z_{0}+Z_{1}}}}, где Sn — площадь n-ой зоны Френеля, z0 — радиус сферы.
Расстояние z1+n от зоны до точки наблюдения медленно растёт по линейному закону:
z1+n = z1 + n λ/2, где n — номер зоны.
Угол φ также увеличивается при увеличении номера зоны Френеля. Следовательно, амплитуды вторичных волн убывают. Таким образом, можно записать {\displaystyle A{\scriptstyle {\text{1}}}>A{\scriptstyle {\text{2}}}>A{\scriptstyle {\text{3}}}>...>A{\scriptstyle {\text{n-1}}}>A{\scriptstyle {\text{n}}}>A{\scriptstyle {\text{n+1}}}>...} …, где An — амплитуда вторичной волны, испущенной n-ой зоной. Амплитуда результирующего светового колебания в точке наблюдения P будет определяться вкладом всех зон. При этом, волна из второй зоны Френеля будет гасить волну из первой зоны (так как они придут в точку P в противофазе), волна из третьей зоны будет усиливать первую волну (так как между ними разность фаз равна нулю), четвёртая волна ослабит первую и так далее. Это значит, что при суммировании необходимо учесть, что все чётные зоны дадут вклад в результирующую амплитуду одного знака, а все нечётные зоны — противоположного знака. Таким образом, суммарная амплитуда в точке наблюдения равна: {\displaystyle A=A{\scriptstyle {\text{1}}}-A{\scriptstyle {\text{2}}}+A{\scriptstyle {\text{3}}}-A{\scriptstyle {\text{4}}}+A{\scriptstyle {\text{5}}}-...}
Это выражение можно переписать в виде: {\displaystyle A={\frac {A{\scriptstyle {\text{1}}}}{2}}+({\frac {A{\scriptstyle {\text{1}}}}{2}}-A{\scriptstyle {\text{2}}}+{\frac {A{\scriptstyle {\text{3}}}}{2}})+({\frac {A{\scriptstyle {\text{3}}}}{2}}-A{\scriptstyle {\text{4}}}+{\frac {A{\scriptstyle {\text{5}}}}{2}})+...}
Вследствие монотонного убывания {\displaystyle A{\scriptstyle {\text{n}}}}можно приближенно считать, что {\displaystyle A{\scriptstyle {\text{n}}}={\frac {A{\scriptstyle {\text{n-1}}}+A{\scriptstyle {\text{n+1}}}}{2}}}
Тогда выражения, заключённые в круглые скобки будут равны нулю, и амплитуда А в точке наблюдения будет равна: {\displaystyle A=A{\scriptstyle {\text{1}}}/2}. То есть амплитуда, создаваемая в некоторой точке наблюдения P сферической волновой поверхностью, равна половине амплитуды, создаваемой одной лишь центральной зоной. Таким образом, действие всей волновой поверхности эквивалентно половине действия центральной зоны Этот же результат можно получить, если применить графический метод сложения амплитуд. Если световая волна встречает на пути своего распространения какое-либо препятствие (отверстие или преграду), то в этом случае мы разобьём на зоны Френеля волновой фронт, дошедший до этого препятствия. Понятно, что препятствие закроет часть зон Френеля, и вклад в результирующую амплитуду дадут только волны, испущенные открытыми зонами Френеля. Вы можете пронаблюдать, как меняется вид дифракционной картины в зависимости от числа открытых зон Френеля.
На основе своего метода Френель доказал, что свет распространяется практически прямолинейно.
Действительно, можно показать, что размеры зон Френеля (их радиусы) равны:.
В качестве примера рассмотрим случай, когда z0 = z1 = 1 м; λ = 0.5 мкм, тогда радиус первой (центральной) зоны равен r1 = 0.5 мм. Амплитуда в точке наблюдения P равна половине амплитуды волны, испущенной первой зоной (действие всей волновой поверхности свелось к действию её небольшого участка), следовательно, свет от точки L к точке P распространяется в пределах очень узкого (диаметром всего один миллиметр) канала, то есть практически прямолинейно. Показав, что свет распространяется прямолинейно, Френель с одной стороны доказал правильность своих рассуждений, а с другой преодолел препятствие, которое в течение веков стояло на пути утверждения волной теории — согласование прямолинейного распространения света с его волновым механизмом. Другим доказательством того, что метод зон Френеля даёт верный результат, являются следующие рассуждения. Действие всей волновой поверхности эквивалентно половине действия центральной зоны. Если открыть только первую зону Френеля, то согласно расчётам Френеля результирующая амплитуда в точке наблюдения будет равна A1. То есть в этом случае амплитуда света в точке наблюдения увеличится в 2 (а интенсивность, соответственно, в четыре раза) по сравнению со случаем, когда открыты все зоны Френеля. Этот результат можно проверить опытным путём, поставив на пути световой волны преграду с отверстием, открывающим только первую зону Френеля. Интенсивность в точке наблюдения действительно возрастает в четыре раза по сравнению со случаем, когда преграда между источником излучения и точкой наблюдения отсутствует.
Более того, вспомним, что волны из соседних зон гасят друг друга, и все чётные зоны дают вклад в результирующую амплитуду одного знака, а все нечётные зоны дают вклад противоположного знака. Это значит, что интенсивность света в точке наблюдения можно усилить во много раз, если прикрыть все чётные или, наоборот, нечётные зоны Френеля. Оставшиеся неприкрытыми зоны будут усиливать действие друг друга. Эта идея лежит в основе простого оптического устройства, называемого зонной пластинкой Френеля. Зонную пластинку можно изготовить, начертив на листе бумаги тёмные кольца, а затем сфотографировав их в уменьшенном масштабе. Внутренние радиусы тёмных колец должны совпадать с радиусами нечётных зон Френеля, а внешние — с радиусами чётных. Такая пластинка будет перекрывать чётные зоны. Зонная пластинка фокусирует свет аналогично собирающей линзе, только в отличие от линзы пластинка имеет несколько фокусов. Существуют также фазовые зонные пластинки, которые увеличивают амплитуду ещё в два раза по сравнению с обычной (амплитудной) зонной пластинкой. В такой пластинке чётные (или нечётные) зоны не перекрываются. Вместо этого меняется на π фаза их колебаний. Это можно осуществить с помощью прозрачной пластинки, у которой толщина в местах, соответствующих чётным (или нечётным) зонам, меняется на специально подобранную величину.

## Применение
Зонные пластинки Френеля используют в акустике для формирования звукового поля.

## Виды зонных пластинок
- Амплитудная зонная пластинка
- Фазовая зонная пластинка